# Lądowisko Słupsk-Szpital
Lądowisko Słupsk-Szpital – lądowisko sanitarne w Słupsku, w województwie pomorskim, położone przy ul. Hubalczyków 1. Przeznaczone jest do wykonywania startów i lądowań śmigłowców sanitarnych i ratowniczych w dzień i w nocy o dopuszczalnej masie startowej do 5700 kg.
Zarządzającym lądowiskiem jest Wojewódzki Szpital Specjalistyczny im. Janusza Korczaka w Słupsku. W roku 2013 zostało wpisane do ewidencji lądowisk Urzędu Lotnictwa Cywilnego pod numerem 208